# Château de la Vernade
Le château de la Vernade se situe sur la commune de Chassiers dans le département de l'Ardèche.